# Calamaco
El calamaca o lasting es una tela de lana cruzada y sólida, lustrosa como el raso, lisa, blanca y en general de todos los colores reclamados por la moda y a veces mezclada, rayada, adornada de flores y labrada. 
Se distinguen dos clases de calamaco:

## Calamaco cruzado
El calamaco cruzado, liso y de un solo color o rayado y de varios colores. Esta clase, según la calidad, se subdivide todavía en dos especies: 
- una llamada gruesa, que consta de hasta 1.600 hilos finos o fuertes de trama sencilla
- la otra, que se llama ligera, solo difiere de la primera en que consta de 1.050 hilos

Las dos últimas especies están tejidas con hilo de color. A veces, no se imprimen hasta después de tejidos y entonces se les da cierto lustre por el que se les concede el nombre de damasco de lana. Esta estofa se usa mucho para hacer batas, vestidos de verano y pantalones. El lasting rayado tan solo se distingue del liso en sus rayas, que se le hacen después de tejido. Generalmente, se hace un cruzado que corta todas las líneas longitudinales formando ángulo recto; otras veces, se hace para cada raya un cruzado particular formando una serie de cuadros pequeños.

## Calamaco floreado
El calamaco floreado es un damasco de lana cuyo fondo recibe un cruzado fuerte sobre el cual, como en el raso, los dibujos se ven por un lado mientras que del otro no se percibe más que la urdimbre. Estos lastings floreados solo se emplean para muebles, pero con menos frecuencia que los lisos. El haz de los calamacos debe ser tiesa y lustrosa. Este lustre se obtiene por medio del agua de goma y estirando los hilos todo lo que sea posible. En algunas fábricas se entremezcla el hilo, la lana y hasta la seda, por cuyo medio se da a la estofa un brillo que lo hace parecer a la seda. 
El calamaco se emplea lo más generalmente para pantalones de hombre, algunas veces también para redingotes, pero siempre como vestido de verano. La sequedad y la tiesura de su tejido, a pesar de la materia de que se compone, lo hacen muy conveniente en las estaciones más cálidas del año. La pasamanería se sirve de él para cubrir botones y también se emplea para colgaduras, como anexo al damasco de lana.